# Bougainvilletrast
För andra betydelser, se Bougainville (olika betydelser).
Bougainvilletrast (Turdus bougainvillei) är en fågel i familjen trastar inom ordningen tättingar.

## Utbredning och systematik
Fågeln förekommer enbart i bergstrakter på Bougainville i norra Salomonöarna. Den behandlas som monotypisk, det vill säga att den inte delas in i några underarter. Tidigare kategoriserades den som underart till ötrasten (Turdus poliocephalus), men denna har efter studier delats upp i ett antal arter, bland annat bougainvilletrast.

## Status
IUCN erkänner den inte som art, varför dess hotstatus inte bedömts.